# Cryptocephalus cremeus
Cryptocephalus cremeus – gatunek chrząszcza z rodziny stonkowatych i podrodziny Cryptocephalinae.
Gatunek ten został opisany w 1988 roku przez J. Tana.
Chrząszcz endemiczny dla Chin.